# Criollos de Caguas
Los Criollos de Caguas son un equipo de béisbol participante en la Liga de Béisbol Profesional de Puerto Rico, ahora conocida como la Liga de Béisbol Profesional Roberto Clemente, con sede en Caguas en el Parque Yldefonso Solá Morales. Durante tres décadas (desde los 40 hasta los 70) el equipo se denominó Caguas-Guayama.

## Historia del Equipo
A Caguas se le conoce como el Valle del Turabo, por el hermoso grupo de montañas que rodea a este municipio ubicado en la parte centro oriental de Puerto Rico. También se le identifica como la Ciudad Criolla, gentilicio utilizado por los deportistas al identificar a los conjuntos que representan los colores de la ciudad en los diferentes eventos y torneos que se desarrollan en la Isla.
Últimamente se bautizó como “Nuevo País, Centro…y Corazón de Puerto Rico”, ya que es considerada el centro de todos los puertorriqueños. El juego y la recreación no es la excepción, donde Caguas es considerada la Capital del Deporte en Puerto Rico. Y una de las razones es que los Criollos del Béisbol Profesional le han dado mucho prestigio por los pasados 70 años desde su fundación.
La novena fue fundada en el 1938 por un grupo de deportistas compuesto por Yldefonso Solá Morales (nombre que precisamente tiene el estadio cagüeño, inaugurado en el 1947), Salvador Barea, Ramón López Olivero, Pito Álvarez de la Vega, Pepe Seda, Lucas Zavala Llinas y Rafael Delgado Márquez, entre otros. En ese mismo año los Criollos se unieron a los equipos de Guayama, Humacao, Ponce, Mayagüez, y San Juan, en el inicio del béisbol profesional de Puerto Rico.
En la actualidad Caguas suma un total de 21 campeonatos nacionales, siendo los máximos campeones del béisbol profesional en Puerto Rico. De igual forma han ganado cinco Series del Caribe en las ediciones de 1954, 1974, 1987, 2017 y 2018 donde al lograr su primer campeonato del caribe, permitieron que Puerto Rico fuera el primer país en llevarse dos clásicos consecutivos en la también llamada Pequeña Serie Mundial del Caribe.
El primer campeonato ocurrió el domingo 6 de abril de 1941, cuando derrotaron 6-2 a los Cangrejeros de Santurce, gracias a la labor monticular del norteamericano Billy Byrd. Figuras de la talla del legendario Luis Rodríguez Olmo y el profesor Manolo García vieron acción en el desafío, así como Samuel Céspedes y Pito Álvarez de la Vega. Luego, siete años más tarde, el 7 de marzo de 1948 derrotaron 7-6 a los Indios de Mayagüez, cuando Víctor Haddock fue impulsado por Pedro ‘Perucho’ Cepeda con la carrera de la victoria, en el famoso partido donde Bin Torres retiró por la vía del ponche a Alonzo Perry tras tenerlo en conteo de tres bolas sin strikes.
Tras un año de ausencia el trofeo de campeones regresó a la Ciudad el 4 de febrero de 1950, cuando la también llamada Yegüita venció en un cerrado encuentro 2-1 a Santurce, ganando el importado Cecil Kaiser, mientras que el héroe a la ofensiva fue Pedro Alomar al remolcar con un doblete a Luis Saint Clair y Víctor Pellot Power.
Caguas nuevamente celebró un título en el 1954 al blanquear 11-0 un 16 de febrero a Mayagüez, con una brillante labor de Brooks Lawrence. Entre las figuras de renombre estuvieron Juan ‘Tetelo’ Vargas, Jim Rivera y Pellot Power. Luego en la Serie del Caribe vencieron a Venezuela con pizarra de 7-0, para su primer campeonato en el clásico.
El 8 de febrero de 1956, con Roberto Vargas en el montículo, derrotaron a los Cangrejeros de Santurce con anotación de 8-3, para obtener su quinto campeonato local. Dos años más tarde, el 2 de febrero de 1958, obtuvieron el sexto al derrotar nuevamente a los crustáceos con anotación de 10-3, con triunfo para Jerry Nelson y la participación como jardinero central del inmortal Roberto Clemente Walker.
Fiel a su costumbre, los Criollos nunca han repetido su corona en temporadas sucesivas y tras un año de sequía, el 1 de febrero de 1960, Bob Giggie derrotó 6-3 a los Senadores de San Juan. Tras otra pausa, el 27 de enero de 1968 lograron su octavo campeonato al apabullar 17-2 a Santurce, con una asistencia récord en ese entonces de 21,802 aficionados presentes en un partido en Puerto Rico.
Otro lapso de tiempo terminó cuando el 28 de enero de 1974 el cialeño Eduardo Figueroa venció 2-1 a Ponce, para que Caguas volviera a la cima. Ese año vieron acción con los Criollos Mike Schmidt y Gary Carter. En el Caribe, Eduardo ‘Volanta’ Rodríguez derrotó 4-1 a México para que la novena cagüeña lograra su segundo título de la cuenca.
En el 1977 volvieron a la carga, cuando un 28 de enero Rodríguez derrotó a los Vaqueros de Bayamón con anotación de 6-1, para devolverle a la ciudad el campeonato. Dos años más tarde, el 27 de enero de 1979, Caguas regresó a la cima con el lanzador nicaragüense Dennis Martínez, cuando derrotaron 12-3 a Mayagüez en el Isidoro ‘Cholo’ García de la Sultana del Oeste, repitiéndole la dosis a los Indios con el mismo lanzador en el 1981, cuando los Criollos volvieron a derrotar la Tribu un 28 de enero con cerrado marcador de 2-1, también en el parque mayagüezano.
El número 13 llegó en una memorable fecha, ya que en la noche del 29 de enero de 1987 ante un lleno total en el estadio Yldefonso Solá Morales de Caguas, los Criollos derrotaron a los Leones de Ponce con marcador de 9-3 bajo la dirección de Tim Foli. Este juego se recuerda por los apagones del parque cagüeño, así como los fuertes aguaceros caídos durante el desarrollo del mismo, lo que provocó que se detuviera el encuentro y dejara a la fanaticada en suspenso por una decisión del campeonato, que fue anunciada al día siguiente por la alta dirección de la Liga de Béisbol Profesional de Puerto Rico.
Luego fueron a Hermosillo en México y tuvieron que venir de menos a más para capturar su tercera Serie del Caribe, al superar problemas internos que provocaron la salida de Foli y la entrada a la dirección de Ramón Avilés. Tras perder sus primeros dos partidos, en un juego suicida vencieron a las Águilas Cibaeñas de la República Dominicana para llevarse el trofeo ganador, contando con un gran actuación de Carmelo Martínez, que se proclamó campeón bate con promedio de.556 y fue elegido a su vez el Jugador Más Valioso del evento, donde los Criollos tuvieron seis integrantes en el Todos Estrellas, e implantaron una nueva marca de cuadrangulares en estos clásicos.
Tras una larga travesía de 14 años, en la temporada 2000-2001, fue que Caguas logró precisamente ese número de campeonatos. Una vez más tuvieron que batallar contra los Indios de Mayagüez, considerado por muchos el equipo de los noventa, ya que además de haber logrado varios títulos, habían empatado con los Criollos en el liderato.
El triunfo se produjo 8-5 en 11 entradas, luego de que el campo corto Álex Cora disparara un cuadrangular que despertó la ofensiva del equipo para asegurar la corona de campeones.
Para la temporada 2006-2007 los Criollos lucían esperanzados. Llegaba a la dirección de Caguas un experimentado y exitoso dirigente puertorriqueÆo, Mako Oliveras. Junto a Mako también llegaba el lanzador panameño de grandes ligas, Bruce Chen. Chen dominó de forma extraordinaria en la liga resultando así como el lanzador del año; sin embargo, no terminó la temporada ya por compromisos en MLB. Caguas lució muy bien durante la temporada y logró clasificar a la Serie Semifinal donde luchó contra los Gigantes de Carolina. Carolina con su conjunto de brazos y jugadores nativos, entre ellos: Iván Maldonado, William Collazo, Edgard Clemente, Luis D. Figueroa, Rubén Gotay, Yadier Molina, René Rivera, entre otros, lograron terminar con el sueño de Mako Oliveras y de los fanáticos Criollos de conseguir el campeonato ese año. La Serie Final ese año presentó a los Gigantes frente a los Indios. Esa supremacía nativa gigante también se impuso ante los indios y por segundo año seguido los Gigantes lograron el campeonato y su #2 en la historia.

### Recesa la liga
Durante la temporada 2007-2008 la Liga de Béisbol Profesional de Puerto Rico decidió recesar, por lo que no hubo torneo ese año.
Welcome Back! LBPPR
La temporada 2008-2009 para los Criollos fue una de "tanteo y error". La administración criolla logró conseguir la sabiduría, entrega y fogosidad del experimentado dirigente norteamericano Wally Backman. El dirigente ya había tenido oportunidad de dirigir en Puerto Rico con los Cangrejeros de Santurce. La cosas no fluyeron como se esperaba; asuntos personales de Backman y una dinámica que no engranaba llevó a la administración a despedirlo junto al entrenador de bateo Wes Clements. El bateo de Caguas era pobre aun cuando contaba en su plantilla con jugadores de mucho contacto entre ellos: Álex Cora, Ramón Vázquez, Álex Cintrón, Raúl Casanova y un joven novato Justin Maxwell. A principio del mes de diciembre los Criollos contaban con marca de 7-10, en el último puesto de la liga. La administración nombra a Luis López, un ex "bigleaguer" y jugador criollo, en sustitución de Backman y añade a José Olmeda, quien junto a Rafy Montalvo, José David Flores y Luis "Tony" Rodríguez completaban el cuadro de técnicos criollos que buscaban una reacción para lo que quedaba de campaña.
Los criollos terminaron la temporada con marca de 19-24, quedando así eliminados de poder pasar a la serie semifinal. Ese año, el campeonato fue para los Leones de Ponce.

## 2010's
En la temporada 2009-2010 los Criollos contaron con una nueva dirección en la figura de Carmelo Martínez, un exjugador Criollo, conocido por muchos y quien ya había logrado campeonato en la liga con el desaparecido equipo de los Vaqueros de Bayamón (ahora Gigantes de Carolina). Carmelo, contaba en su equipo técnico con figuras como: Dicky Thon, Pedro López, Juan "Porky" López, Rafy Montalvo y John Burgos. El debut de Carmelo con los Criollos no fue el mejor. Llegado el mes de diciembre, ya a mitad de temporada, los Criollos andaban con récord de 5-11, ocupando así el sótano de la liga. Aunque Caguas contaba con figuras reconocidas como Álex Cora e Iván Rodríguez y un joven Yonder Alonso, estas se integraron tarde en la temporada y ya para cuando su llegada pudiera hacer diferencia, la suerte para Martínez estaba echada. La noticia de la llegada a Puerto Rico de Lino Rivera, un exdirigente boricua, le abrió los ojos a la administración criolla quienes no dudaron en hacerle el acercamiento y este aceptó. Lino Rivera venía de tener un bicampeonato con los Gigantes de Carolina y de lograr igualmente campeonatos en México. Salía Martínez y entraba Rivera y su entrada fue como una chispa para los Criollos. Batallaron lo que restaba de campaña y lograron entrar a la Serie Semifinal contra los Gigantes e igualmente dispusieron de ellos. Un equipo que a mitad de temporada, en diciembre, estaba en el "frío" sótano, ya para finales de enero ocupaba uno de los lugares en la final. Los Indios de Mayagüez y Criollos de Caguas se enfrentaban en una Serie Final por el Campeonato del Béisbol puertorriqueño. Los Criollos batallaron la serie, pero la supremacía india fue demasiada. En el sexto juego de la serie, en Caguas, los mayagüezanos lograron la victoria. No fue fácil, fueron 11 entradas las que necesitó Mayagüez para derrotar a Caguas. Un sencillo de "Motorita" Feliciano, combinado con un doble de Randy Ruiz y otro de sencillo de Antonio de Jesús marcaron la diferencia en el juego que concluyó 8-6 a favor de los Indios quienes conquistaron el campeonato ese año y su #16 en total. El poder indio contó con figuras como: Andrés Torres, Randy Ruiz, Donny León, Johan Limonta (importado) y Danny Valencia, entre otros.

### El n.º15
Los Criollos lograron su campeonato número 15 luego de 9 años de espera. La Serie final de la temporada 2010-2011 presentó a los Criollos frente a los Leones de Ponce. La serie, que se extendió a 7 juegos, devolvió la emoción del béisbol a Caguas. En un séptimo y emocionante partido, que vio llenar las más de 10,000 butacas del Solá Morales. Los Criollos volvieron a la cima del béisbol puertorriqueño derrotando a los Leones con marcador de 7-5. Cabe destacar la figura de, en aquel momento novato, Rey Navarro quien fue el autor del batazo que quebró un empate a 5 en la octava entrada y fue "puro veneno" para los ponceños y seleccionado el Jugador Más Valioso de la Serie.
La serie no fue solo de Navarro, sino que cabe destacar otros jugadores que hicieron la diferencia. La llegada de Bartolo Colón, quien abrió 2 de los juegos de la serie incluyendo el último juego, Andy González, José de la Torre, Eddy "Kid" Ramos, Saúl "Monaguillo" Rivera, Edgardo Báez, Luis "Lou" Montañez, Orlando Román, Enrique "Kiko" Calero, Joe Torres, Javier Valentín, Jhonny Monell, Luis "Wicho" Figueroa, Aaron Bates, Raúl Casanova y Álex Cora. También el cuerpo técnico de los Criollos: Lino Rivera (dirigente), José "Pito" Hernández, Rafael "Rafy" Montalvo y Pedro López (entrenador de tercera). Todos ellos y otros más, piezas importantes sin las cuales no se hubiera logrado la meta.
Para la temporada 2011-2012 los Criollos siguieron contando con el mismo grupo de nativos que lo llevó al campeonato el año anterior, pero lo mejoraron aún más. Esta vez, suman a sus filas uno de los poderosos bateadores de Ponce, su 4.º bate, Carlos Rivera. La alineación criolla metía miedo a cualquier rival por su enorme poder ofensivo y lucían como los amplio favoritos para repetir el campeonato de la liga. Sin embargo, la tribu mayagüezana no se amilanó ante la amenaza criolla e igualmente acoplados con una artillería nativa le hicieron frente a los Criollos. Figuras como: Irving Falú, Jesús "Motorita" Feliciano, Martín "Machete" Maldonado, Miguel "Mickey" Negrón, Eddie Rosario, Hiram Burgos, entre otros y bajo la dirección del norteamericano Dave Miley, los Indios de Mayagüez lograron derrotar a los Criollos y así coronarse como los nuevos campeones y por vez n.º17 de la LBPRC. Un pitcheo efectivo y controlado fue la clave para la victoria mayagüezana.
Al final del torneo, Álex Cora informó su decisión de retirarse como jugador activo del béisbol profesional para así darle paso a jugadores jóvenes.
Sorpresas, Sorpresas!!! Así fue cómo comenzó la temporada 2012-2013 para los Criollos. Conociendo el retiro de Álex Cora como jugador profesional, no contábamos que lo fuéramos a ver tan rápido con el equipo. Álex Cora regresó a los Criollos, pero esta vez no era con el uniforme, ni con el guante, sino que en una faceta administrativa. Álex Cora tomó la posición de gerente general de los Criollos, ante la salida de Frankie Higginbotham quien salió para una posición en la liga. La llegada de Álex Cora no fue la única sorpresa, Jorge Padilla, quien nació y creció con los Criollos y luego fue cambiado a los Lobos de Arecibo llegó a los Criollos en otro cambió. A Padilla, se le unió la llegada del ex "bigleager" Ramón Castro quien llegó para reforzar la artillería criolla. De la misma manera que se sumó gente también hubo unas bajas en el equipo. Con la llegada nuevamente de los Cangrejeros de Santurce los Criollos perdieron a los jugadores que tenían prestados de allá, el cácher Antonio Jiménez y al veterano campo corto Luis "Wicho" Figueroa. La dirección también tuvo bajas. Meses antes de comenzar la nueva campaña invernal, Lino Rivera anunció que decidió aceptar un puesto de mánager en México, por lo cual no regresaba con los Criollos. Así las cosas, Pedro López, quien fuera el entrenador de tercera de los Criollos, pasó a ocupar la posición de dirigente, nombramiento que hizo el nuevo gerente general Álex Cora.
La suma de Padilla y Castro hacían de los Criollos nuevamente el equipo más poderoso de la liga. Por lo cual, desde que comenzó la temporada había aires de campeonato. Para nadie sería sorpresa que los equipos que más han disputados campeonatos entre ellos se vieran las caras nuevamente en la Serie Final. Pues, así fue. La Serie Final de la temporada 2012-2013 nuevamente enfrentó a Indios y Criollos. Dos equipos de tradición en el béisbol puertorriqueño se enfrentaban nuevamente por el cetro de la liga. Fue una serie muy luchada, pero al final la ofensiva criolla se dejó sentir en el Isidoro "Cholo" García ante unos poderosos Indios que contaban en sus filas con los cubanos Yasiel Puig y Adonis García. Era el sexto juego de la Serie Final y la ofensiva de Miguel Abreu, Rey Navarro, Carlos Rivera, Jhonny Monell, Andy González, Ramón Castro, Jorge Padilla, Edgardo Báez y Luis Mateo silenció al estadio Indio y selló el triunfo cagüeño. Así los Criollos lograron su campeonato n.º16 y la celebración se oyó desde Mayagüez hasta Caguas.
"Si está dando resultados, no lo cambies"
Quizás esa fue la mentalidad de Álex Cora para la temporada 2013-2014. Álex mantuvo el grupo intacto, tanto que no trajo jugadores importados a nivel ofensivo, solo pitcheo. El lema era: "Ha repetir, esa es la meta". Caguas trataba por primera vez en su historia ganar dos campeonatos de forma consecutiva. Era el mismo grupo de nativos que ya llevan aproximadamente 5 años juntos. Y quizás la confianza fue la que obró en contra del equipo. No fue noticia que Caguas llegara a la Serie Final nuevamente, repetían como los favoritos para volver a ser campeones. Tampoco fue sorpresa que volvieran a enfrentarse a los Indios. Ambos equipos encienden la llama del béisbol en la fanaticada y sacan chispas en sus encuentros. Caguas quizás no contó que al igual que ellos había unos Indios con un grupo de jugadores jóvenes y veteranos que ya llevaban tiempo juntos y se conocían el uno al otro. Mayagüez solo añadió sabiduría, pues no repitieron a Dave Miley y en su lugar nombran a un veterano del juego, pero nuevo en la dirección, Carlos Baerga. Había unos Indios inspirados que trabajaron duro y llegaron primeros en el Serie de Round Robin y con ansias esperaban a Caguas. Y así fue. Otra Final entre Indios y Criollos. Como si se hubiera programado, la Serie duró 6 juegos, igual que la anterior, el escenario era el mismo ("Cholo" García de Mayagüez), pero el resultado no. Una tribu arraigada, energizada por su fanaticada y dispuestos a vengar lo ocurrido en la pasada serie fue suficiente para que los Indios superaran a los Criollos. El marcador fue 5-1 a favor de los Indios para ganar la Serie y así se coronaron por decimoctava vez campeones del béisbol profesional de Puerto Rico. Se destacó en el encuentro Kennys Vargas quien con las bases llenas conectó un enorme cuadrángular que rompió el empate a 1 en la parte baja de la octava entrada y dejó sin aliento al conjunto cagueño.
Temporada 2014-2015
Tras el fallido esfuerzo por revalidar como campeones, la administración criolla decidió realizar algunos cambios. Los cambios incluían la salida del dirigente Pedro López y de su 5.º bate y jardinero central, Jorge Padilla. Otro cambio ocurriría, pero este fuera del control de los Criollos. Andy González, la tercera base y 3.er bate, decide retirarse del béisbol. Así las cosas, Caguas estaba sin dirigente y sin tercer y quinto bate.
Todos los espacios fueron llenados a cabalidad. Álex Cora, gerente de los Criollos, decide asumir la dirección criolla, debutando en esa posición. Junto a Cora, llegan también nuevas mentes estratégicas. Héctor "Boliche" Ortiz, exjugador criollo, llega como entrenador al igual que Luis Matos y Miguel "Mickey" Negrón y junto a ellos la experiencia de Rafy Montalvo, "Kiko" Calero y Luis López. Como ya es de costumbre, los Criollos contaron con un grupo de veteranos y novatos para esta temporada; veteranos como: Rey Navarro, Carlos Rivera, Ramón "Bigote" Castro, Monaguillo Rivera, José de la Torre, Michel Nix, Eddy "Kid" Ramos, Miguel Abreu, Efraín Nieves, Andrés Santiago, Luis Cruz, Edgardo Báez, y Johnny Monell, se unían a una nueva cepa de jóvenes atletas como: Juan Silva, Jaime Ortiz, Roberto Peña, Ángel Rosa, Gabriel Rosa, Rayan Hernández y Jan Hernández. El concretado receso de los Leones de Ponce para esta temporada permitió que los demás equipos pudieran seleccionar a dos jugadores de los Leones y añadirlo a su plantilla; los Criollos escogieron al OF Henry Ramos y al "utility" Jesmuel Valentín, pero este pasó luego a los Indios en el cambio por Jan Hernández. El cuerpo de veteranos de los Criollos se reforzó aún más con Ángel Sánchez un ex bigleaguer quien fue dejado en libertad por los Indios de Mayagüez antes de comenzar la temporada y Caguas vio en él la persona ideal para llenar el espacio dejado por Andy González. La ausencia de Jorge Padilla en los jardines fue cubierta por el importado Trever Adams quien lució muy bien, pero justo al final de la campaña se lastimó malamente y tuvo que detener su participación con el equipo. Antes y luego de comenzar la temporada hubo unos grandes rumores de que el cotizado prospecto cubano de los Red Sox, Rusney Castillo, jugaría con el equipo. Decían que era a principios de la temporada, pero no llegó y su participación realmente se desvanecía cuando se lastimó una mano en la liga de otoño de Arizona. Álex Cora y el gerente general de Boston Ben Cherington llegaron a un acuerdo para que jugara; solo 100 turnos tendría Castillo. El debut de Rusney Castillo se dio y fue impresionante, pero aquella lastimadura en Arizona realmente no lo dejó en paz y su participación se vio limitada a solamente una semana. Pudiéramos comparar la participación de Rusney Castillo con Caguas con la temporada que tuvieron los Criollos. Pues,  igual de incierta que fue la participación de Rusney, así de incierto era el panorama para los Criollos. "Sube y baja" así fue la temporada de los Criollos, en ocasiones una buena y descente ofensiva, en otros momentos inexistente; en momentos un pitcheo dominante, pero en otros descontrolado. Sé lo que estarás pensando, "eso es el béisbol" y tienes razón, pero creo que los Criollos no han acostumbrado a dominar; y dominaron la temporada regular repitiendo por quinta vez consecutiva en el primer lugar con marca de 25-14. Sin embargo, el Round Robin, fue una pesadilla. Comenzamos ganando el primer juego gracias a un homerun de Jaime Ortiz en la última entrada, pero solo ganaríamos uno más en el resto de la semifinal para terminar con marca de 2-10 y así quedar eliminados de poder pasar a la Serie Final. La Serie Final de 2014-2015 presentó a los Indios de Mayagüez frente a los Cangrejeros de Santurce. Santurce con su grupo de jugadores jóvenes logró disponer de los Indios en 6 juegos, en el estadio Hiram Bithorn ante más de 10 000 espectadores quienes fueron testigos del regreso de los Cangrejeros al tope del béisbol puertorriqueño, gesta que no ocurría desde hace 15 años. Los Cangrejeros fueron los representantes de Puerto Rico en la Serie del Caribe en San Juan. 
La 2015-2016 "Año de importaciones"
Si la temporada 2015-2016 se caracterizó por algo fue por el gran (gran no por lo buenos que fueron, sino por la cantidad) grupo de importados que hubo.  Justo antes de comenzar la temporada la administración de los Criollos anunció la salida de los veteranos Carlos Rivera y Ramón Castro, y a su vez, se anunciaba el regreso de Álex Cora como dirigente y gerente general del equipo. La salida de los veteranos abrió camino para jugadores jóvenes con potenciales enormes. El exjugador profesional y dirigente aficionado Edward Guzmán paso al cuerpo técnico de los Criollos quienes también sumaron a Andy González. A diferencia de anos anteriores la administración decidió ir al exterior a buscar prospectos que sumado a la veterania y juventud de los Criollos creara la combinación perfecta para lograr el éxito. Los Criollos añadieron desde temprano a Jason Coats, Tyler Colvin, Daniel Tillman, Pat Light y Jeremy Kerth (ya había jugado con los Indios) quienes se unieron a los ya conocidos Dereck Blacksher, John Brownell y Trever Adams. Otro cubano llamaría la atención de los Criollos, Héctor Olivera, quien tuvo una participación decente. Este grupo de importados se unirían a Efraín Nieves, Jhonny Monell, Roberto Pena, Rey Navarro, Luis Mateo, Ángel Rosa, Ángel Sánchez, David Vidal, Bengie González, Jan Hernández, Juan Silva, Henry Ramos, Arnaldo Berrios, Andrés Santiago, José de la Torre, Saúl Rivera, Luis González y Luis Cruz. Sería una temporada corta debido al abrupto receso de los Senadores de San Juan una semana antes del comienzo de la temporada. La campana 2015-2016 presentó apenas cuatro equipos: los Criollos, Gigantes, Cangrejeros e Indios. Los Leones de Ponce recesaban por segundo ano consecutivo. Caguas aprovechó temprano la falta de jugadores claves en los equipos de Santurce y Mayagüez y se colocó primero en la tabla de posiciones con buenas rachas de victorias, pero poco a poco el "dulce se fue acabando" y tanto Mayagüez como Santurce fueron convirtiéndose en una amenaza para el éxito Criollo. Una pobre ofensiva colectiva llevó a los Criollos a tomar decisiones que comenzaron con los importados. Salían Jason Coats y Tyler Colvin, además de Daniel Tillman y Héctor Olivera quienes cumplían su compromiso y se retiraban. Caguas ánade al cubano Dian Toscano, quien no pudo hacerse justicia. No quedando de otra, los Criollos hicieron un movimiento con los Cangrejeros de Santurce. Los Criollos cambiaban los servicios de Roberto Pena. Juan Silva y Andrés Santiago por Juan Centeno, Omar García y Omar Cotto. Los Criollos batallaron como siempre, muy aguerridos y dejándolo todo en el terreno, pero el resultado no les favorecia. Semanas de inconsistencia y rachas negativas terminaron con el dominio cagueno en la tabla de posiciones. Los Indios de Mayagüez se aduenaban de esa primera posición, mientras que los Gigantes quedaban eliminados de pasar a la serie de Round Robin.  
Los Criollos le han brindado grandes satisfacciones a la fanaticada local y al pueblo en general, por los triunfos obtenidos a través de su larga trayectoria para ser parte esencial de la historia de este deporte en Puerto Rico.

### Títulos Obtenidos
Palmarés Local
21 Títulos Locales
- 1940/1941 · 1947/1948 · 1949/1950 · 1953/1954 · 1955 /1956 · 1957/1958 · 1959/1960 · 1967/1968 · 1973 /1974 · 1976/1977 · 1978/1979 · 1980/1981 · 1986 /1987 · 2000/2001 · 2010/2011 · 2012/2013 · 2016/2017 · 2017/2018 · 2020/2021· 2021/2022 · 2023/2024

Serie del Caribe
5 Títulos del Caribe
- 1954 	(San Juan · Puerto Rico)
- 1974 	(Hermosillo · México)
- 1987      (Hermosillo · México)
- 2017      (Culiacán · México)
- 2018      (Guadalajara · México)